# Bladkevers
De bladkevers (Chrysomelidae) zijn een familie van insecten uit de orde van de kevers. Bladkevers leven van planten. De familie telt meer dan 35000 soorten in ruim 2500 geslachten. In Nederland zijn 319 soorten gemeld waarvan 307 inheems. De wetenschappelijke naam van de familie werd in 1802 door Pierre André Latreille gepubliceerd.

## Kenmerken
Het lichaam van deze kevers is rolrond en langwerpig tot halfbolvormig met een lengte van 1 mm tot 3 cm. De antennen zijn dikwijls half zo lang als het lichaam. Veel soorten zijn felgekleurd.

## Leefwijze
Sommige volwassen kevers eten stuifmeel, maar de meeste zijn bladeters. Sommige soorten zijn schadelijk en weer andere bewijzen hun nut bij biologische onkruidbestrijding.

## Voortplanting
De eieren worden in groepjes afgezet op de voedselplant of in de grond.

## Schade aan planten
Zowel de larvale als de volwassen stadia leven van planten. Sommige soorten zijn schadelijk voor de landbouw, bijvoorbeeld de coloradokever (Leptinotarsa decemlineata) en het aspergehaantje (Crioceris asparagi).

## Taxonomie
De familie is als volgt onderverdeeld:
- Onderfamilie Sagrinae Leach, 1815
  - Tribus Carpophagini Chapuis, 1874
  - Tribus Diaphanopsidini Monrós, 1958
  - Tribus Megamerini Chapuis, 1874
  - Tribus Sagrini Leach, 1815
- Onderfamilie Bruchinae Latreille, 1802[3]
  - Tribus Amblycerini Bridwell, 1932
    - Subtribus Amblycerina Bridwell, 1932
    - Subtribus Spermophagina Borowiec, 1987

  - Tribus Bruchini Latreille, 1802[3]
    - Subtribus Acanthoscelidina Bridwell, 1946
    - Subtribus Bruchina Latreille, 1802[3]
    - Subtribus Megacerina Bridwell, 1946

  - Tribus Eubaptini Bridwell, 1932
  - Tribus Kytorhinini Bridwell, 1932
  - Tribus Pachymerini Bridwell, 1929[5]
    - Geslacht Buburra Reid & Beatson, 2013[6]
    - Geslacht Butiobruchus 
    - Geslacht Caryoborus 
    - Geslacht Caryobruchus Bridwell, 1929[5]
    - Geslacht Pachymerus 
    - Subtribus Caryedontina Bridwell, 1929[5]
    - Subtribus Caryopemina Bridwell, 1929[5]
    - Subtribus Pachymerina Bridwell, 1929[5]

  - Tribus Rhaebini Blanchard, 1845
- Onderfamilie Donaciinae Kirby, 1837
  - Tribus Donaciini Kirby, 1837
  - Tribus Haemoniini Chen, 1941
  - Tribus Plateumarini Böving, 1922
- Onderfamilie Criocerinae Latreille, 1804
  - Tribus Criocerini Latreille, 1804
  - Tribus Lemini Gyllenhaal, 1813
  - Tribus Pseudocriocerini Heinze, 1962
- Onderfamilie Cassidinae Gyllenhaal, 1813
  - Tribus Alurnini Chapuis, 1875
  - Tribus Anisoderini Chapuis, 1875
  - Tribus Aproidini Weise, 1911
  - Tribus Arescini Chapuis, 1875
  - Tribus Aspidimorphini Chapuis, 1875
  - Tribus Basiprionotini Gressitt, 1952 (1929)
  - Tribus Botryonopini Chapuis, 1875
  - Tribus Callispini Chapuis, 1875
  - Tribus Callohispini Uhmann, 1960
  - Tribus Cassidini Gyllenhaal, 1813
  - Tribus Cephaloleiini Chapuis, 1875
  - Tribus Chalepini Weise, 1910
  - Tribus Coelaenomenoderini Weise, 1911
  - Tribus Cryptonychini Chapuis, 1875
  - Tribus Delocraniini Spaeth, 1929
  - Tribus Dorynotini Monrós & Viana, 1949 (1923)
  - Tribus Eugenysini Hincks, 1952
  - Tribus Eurispini Chapuis, 1875
  - Tribus Exothispini Weise, 1911
  - Tribus Goniocheniini Spaeth, 1942
  - Tribus Gonophorini Chapuis, 1875
  - Tribus Hemisphaerotini Monrós & Viana, 1951 (1929)
  - Tribus Hispini Gyllenhaal, 1813
  - Tribus Hispoleptini Chapuis, 1875
  - Tribus Hybosispini Weise, 1910
  - Tribus Imatidiini Hope, 1840
  - Tribus Ischyrosonychini Chapuis, 1875
  - Tribus Leptispini Fairmaire, 1868
  - Tribus Mesomphaliini Hope, 1840
  - Tribus Nothosacanthini Gressitt, 1952 (1929)
  - Tribus Oediopalpini Monrós & Viana, 1947 (1910)
  - Tribus Omocerini Hincks, 1952 (1923)
  - Tribus Oncocephalini Chapuis, 1875
  - Tribus Promecothecini Chapuis, 1875
  - Tribus Prosopodontini Weise, 1910
  - Tribus Sceloenoplini Uhmann, 1930
  - Tribus Spilophorini Chapuis, 1875
  - Tribus Uroplatini Weise, 1910
- Onderfamilie Chrysomelinae Latreille, 1802[3]
  - Tribus Chrysomelini Latreille, 1802[3]
  - Tribus Timarchini Motschulsky, 1860[3]
- Onderfamilie Galerucinae Latreille, 1802[3]
  - Tribus Alticini Newman, 1834
  - Tribus Decarthrocerini Laboissière, 1937
  - Tribus Galerucini Latreille, 1802[3]
  - Tribus Hylaspini Chapuis, 1875
  - Tribus Luperini Gistel, 1848
  - Tribus Metacyclini Chapuis, 1875
  - Tribus Oidini Laboissière, 1921 (1875)
- Onderfamilie Lamprosomatinae Lacordaire, 1848
  - Tribus Lamprosomatini Lacordaire, 1848
  - Tribus Neochlamysini Monrós, 1959
  - Tribus Sphaerocharini Chapuis, 1874
- Onderfamilie Cryptocephalinae Gyllenhaal, 1813
  - Tribus Clytrini Kirby, 1837
  - Tribus Cryptocephalini Gyllenhaal, 1813
    - Subtribus Achaenopina Chapuis, 1874
    - Subtribus Cryptocephalina Gyllenhaal, 1813
    - Subtribus Monachulina Leng, 1920
    - Subtribus Pachybrachina Chapuis, 1874
    - Subtribus Stylosomina Chapuis, 1874

  - Tribus Fulcidacini Jakobson, 1924
- Onderfamilie Eumolpinae Hope, 1840
  - Geslacht Tyrannomolpus Nadein & Leschen, 2017[7]
  - Tribus Bromiini Baly, 1865 (1863)
  - Tribus Caryonodini Bechyné, 1951
  - Tribus Cubispini Monrós, 1954
  - Tribus Eumolpini Hope, 1840
  - Tribus Euryopini Chapuis, 1874
  - Tribus Habrophorini Bechyné & Špringlová de Bechyné, 1969
  - Tribus Hemydacnini Bechyné, 1951
  - Tribus Megascelidini Chapuis, 1874
  - Tribus Merodini Chapuis, 1874
  - Tribus Pygomolpini Bechyné, 1949
  - Tribus Rosiroiini Bechyné, 1950
  - Tribus Typophorini Baly, 1865
- Onderfamilie Spilopyrinae Chapuis, 1874
- Onderfamilie Synetinae LeConte & Horn, 1883
- Onderfamilie Protoscelidinae Medvedev, 1968  †

## Geslachten
- Onderfamilie: Alticinae
  - Altica
  - Anthobiodes
  - Aphthona
  - Apteropeda
  - Argopus
  - Arrhenocoela
  - Asiorestia
  - Batophila
  - Chaetocnema
  - Crepidodera
  - Derocrepis
  - Dibolia
  - Epitrix
  - Hermaeophaga
  - Heyrovskya
  - Hippuriphila
  - Longitarsus
  - Lythraria
  - Mantura
  - Minota
  - Mniophila
  - Mniophilosoma
  - Ochrosis
  - Oedionychus
  - Orestia
  - Phyllotreta
  - Podagrica
  - Psylliodes
  - Sphareoderma
- Onderfamilie Bruchinae
  - Tribus Pachymerini Bridwell, 1929[5]
    - Buburra Reid & Beatson, 2013[6]
    - Butiobruchus
    - Caryoborus
    - Caryobruchus Bridwell, 1929[5]
    - Pachymerus
- Onderfamilie: Cassidinae
  - Cassida
  - Chiridula
  - Hypocassida
  - Ischyronota
  - Macromonycha
  - Oocassida
  - Oxylepus
  - Pilemostoma
- Onderfamilie: Chrysomelinae
  - Cecchiniola
  - Chrysomela
  - Chrysolina
  - Colaphus
  - Colaspidema
  - Crosita
  - Cyrtonastes
  - Cyrtonus
  - Entomoscelis
  - Gastrophysa
  - Gonioctena
  - Hydrothassa
  - Leptinotarsa
  - Linaedea
  - Machomena
  - Oreina
  - Phaedon
  - Phratora
  - Plagiodera
  - Prasocuris
  - Sclerophaedon
  - Timarcha
  - Timarchida
- Onderfamilie: Clytrinae
  - Cheilotoma
  - Chilotomina
  - Clytra
  - Coptocephala
  - Labidostomis
  - Lachnaia
  - Macrolenes
  - Melitonoma
  - Otiocephala
  - Otiothraea
  - Smaragdina
  - Tituboea
- Onderfamilie: Criocerinae
  - Crioceris
  - Lema
  - Lilioceris
  - Oulema
- Onderfamilie: Cryptocephalinae
  - Acolastus
  - Cryptocephalus
  - Melixanthus
  - Pachybrachis
  - Stylosomus
- Onderfamilie: Donaciinae
  - Donacia
  - Donaciella
  - Macroplea
  - Plateumaris
- Onderfamilie: Eumolpinae
  - Bedelia
  - Bromius
  - Callipta
  - Chloropterus
  - Chrysochares
  - Colaspidea
  - Colaspina
  - Colaspinella
  - Damasus
  - Eryxia
  - Eumolpus
  - Macrocoma
  - Malegia
  - Pachnephoptrus
  - Pachnephorus
  - Pales
  - Rhodopaea
  - Weiselina
- Onderfamilie: Galerucinae
  - Agelastica
  - Arima
  - Aulacophora
  - Belarima
  - Calomicrus
  - Diorhabda
  - Euluperus
  - Exosoma
  - Falsoexosoma
  - Galeruca
  - Galerucella
  - Leptomona
  - Lochmaea
  - Luperus
  - Marseulia
  - Monolepta
  - Nymphius
  - Phyllobrotica
  - Pyrrhalta
  - Sermylassa
  - Theone
  - Xanthogaleruca
- Onderfamilie: Hispinae
  - Acmenychus
  - Discladispa
  - Hispa
  - Leptispa
  - Polyconia
- Onderfamilie: Lamprosomatinae
  - Oomorphus
- Onderfamilie: Megalopodinae
  - Temnaspis
- Onderfamilie: Orsodacninae
  - Orsodacne
- Onderfamilie: Synetinae
  - Syneta
- Onderfamilie: Zeugophorinae
  - Zeugophora

## Enkele soorten in beeld

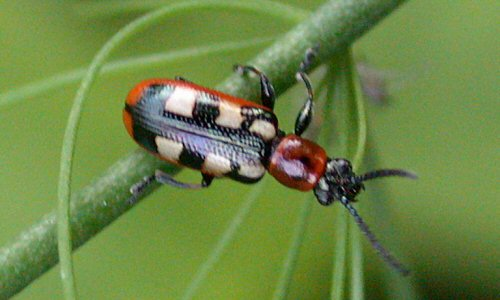
Aspergehaantje (Crioceris asparagi)
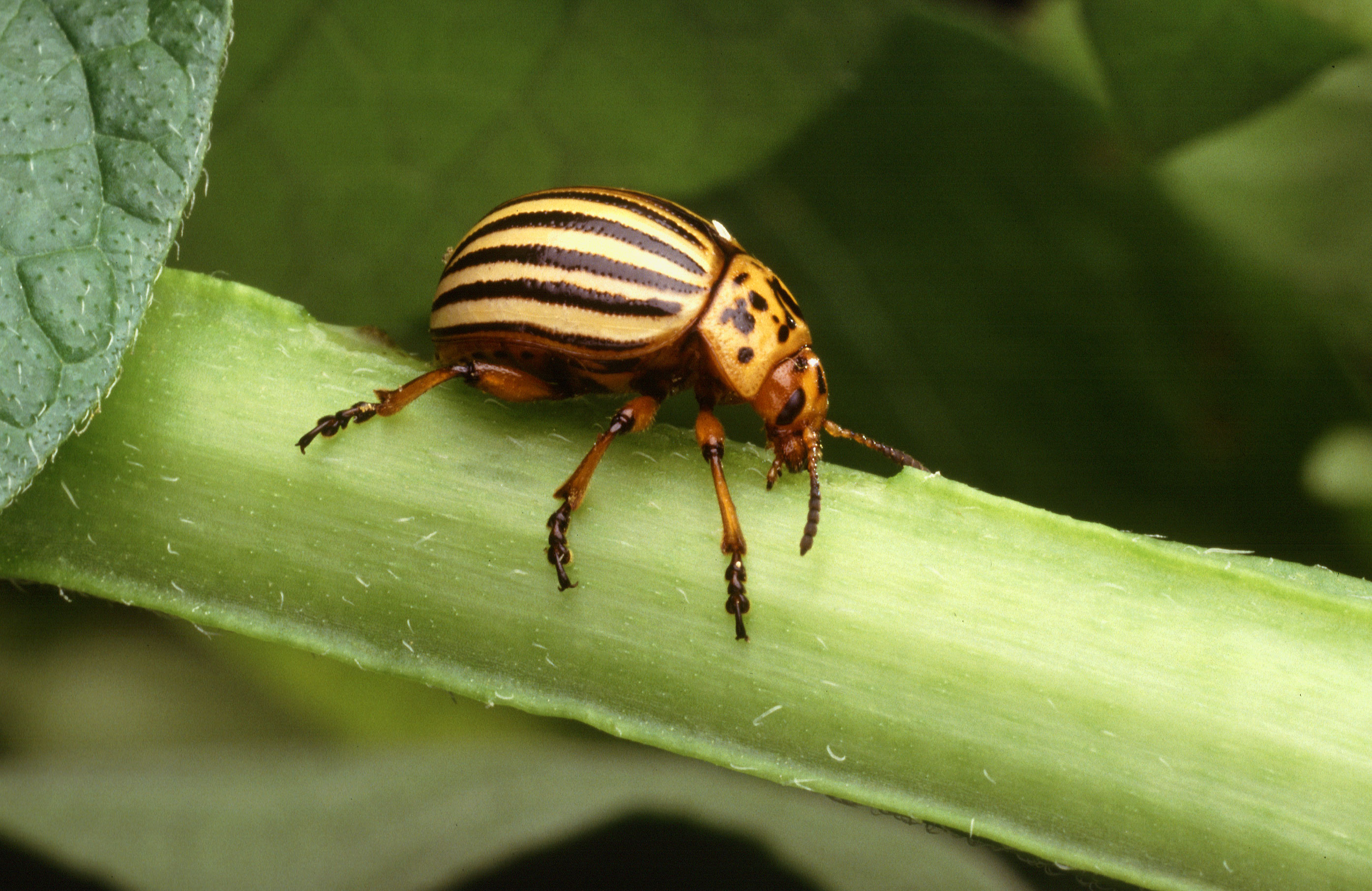
Coloradokever (Leptinotarsa decemlineata)
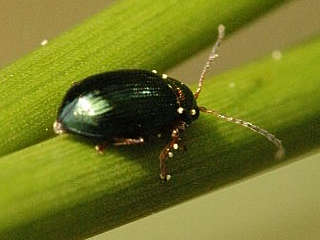
Crepidodera aurata
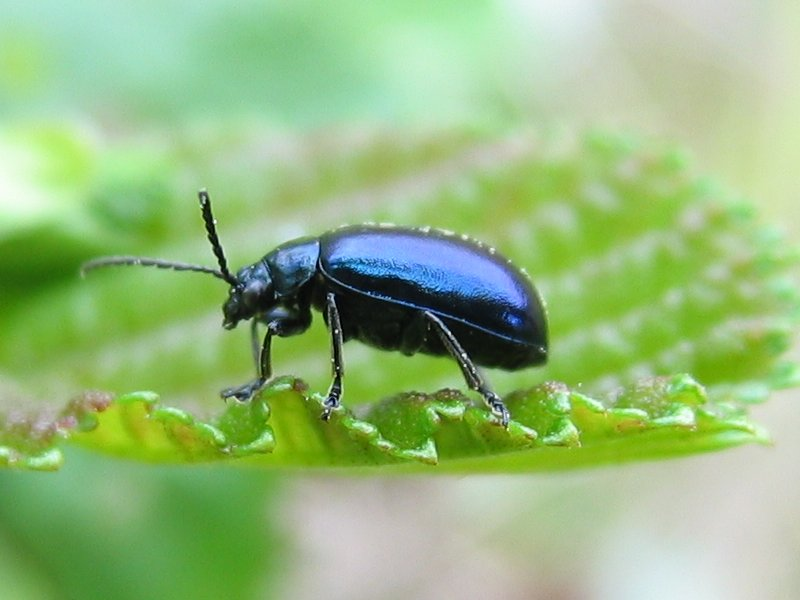
Elzenhaantje (Agelastica alni)
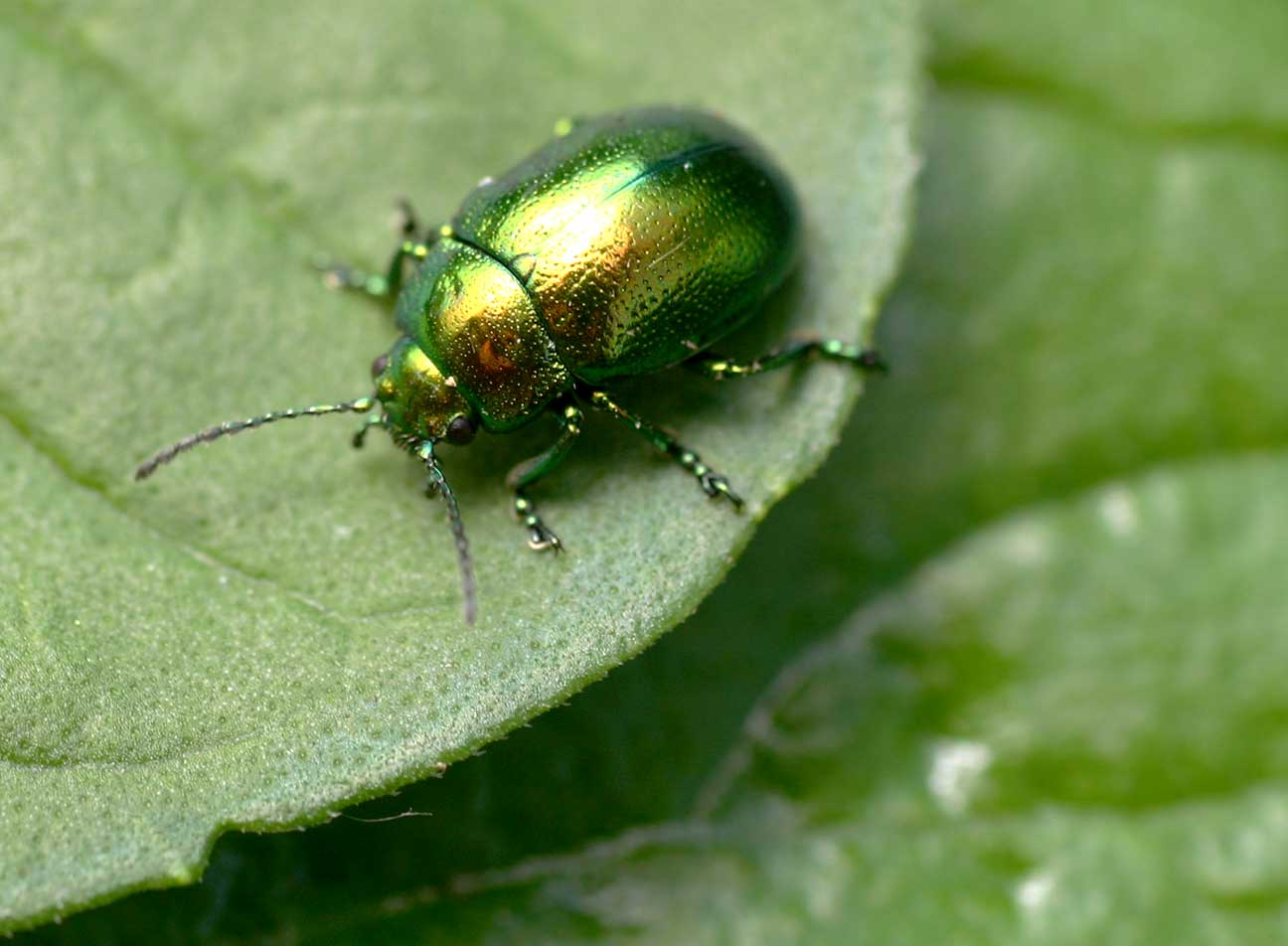
Groene muntgoudhaan (Chrysolina herbacea)
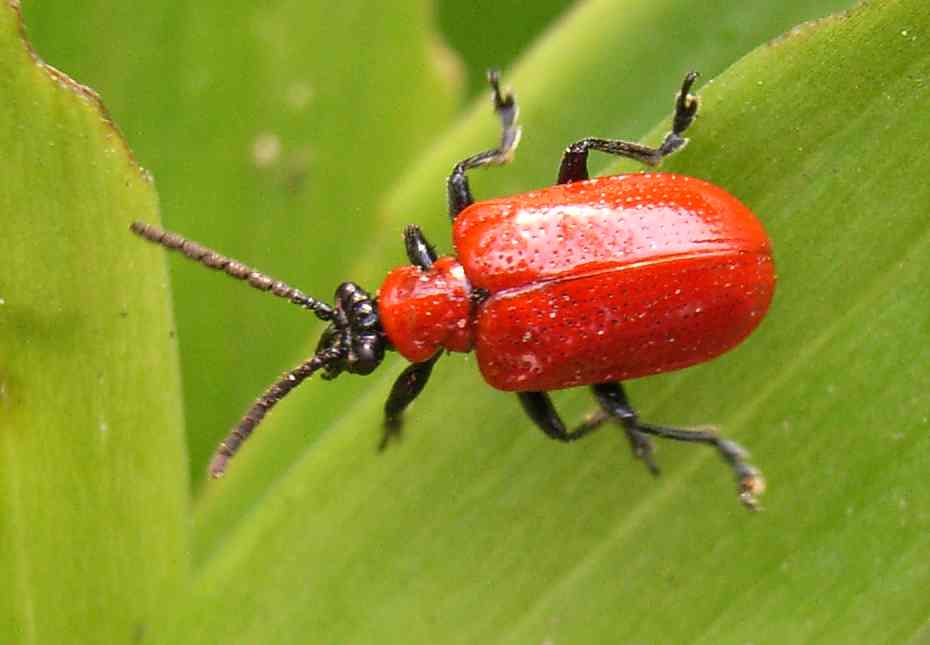
Leliehaantje (Lilioceris lilii)
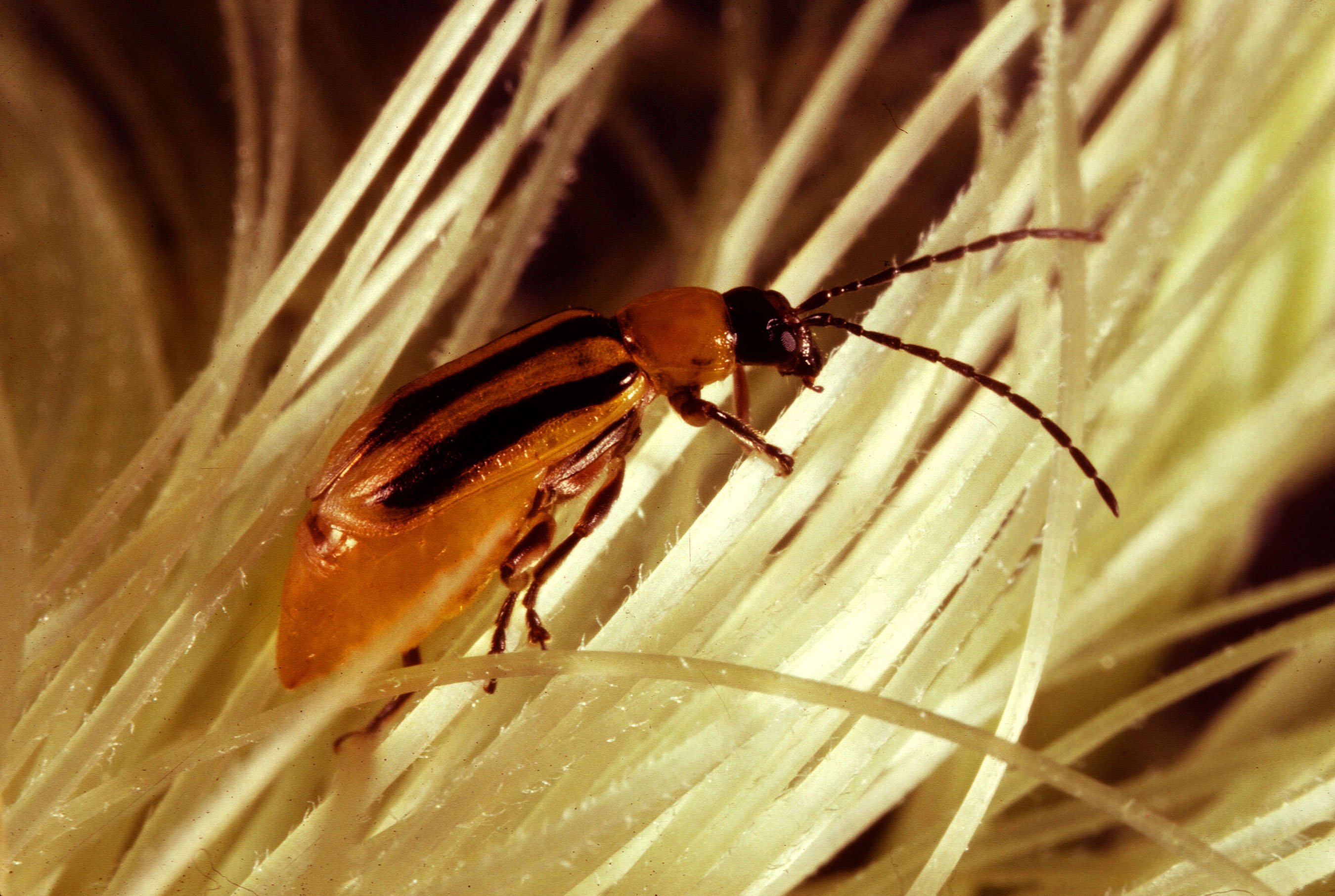
Maïswortelboorder (Diabrotica virgifera)
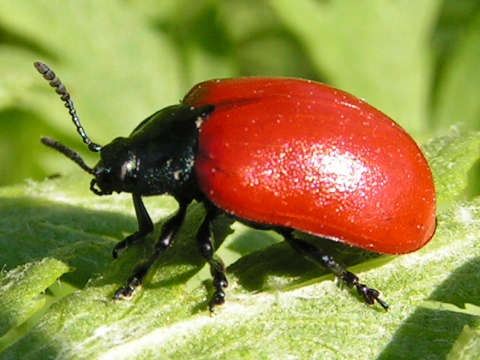
Populierenhaantje (Chrysomela populi)
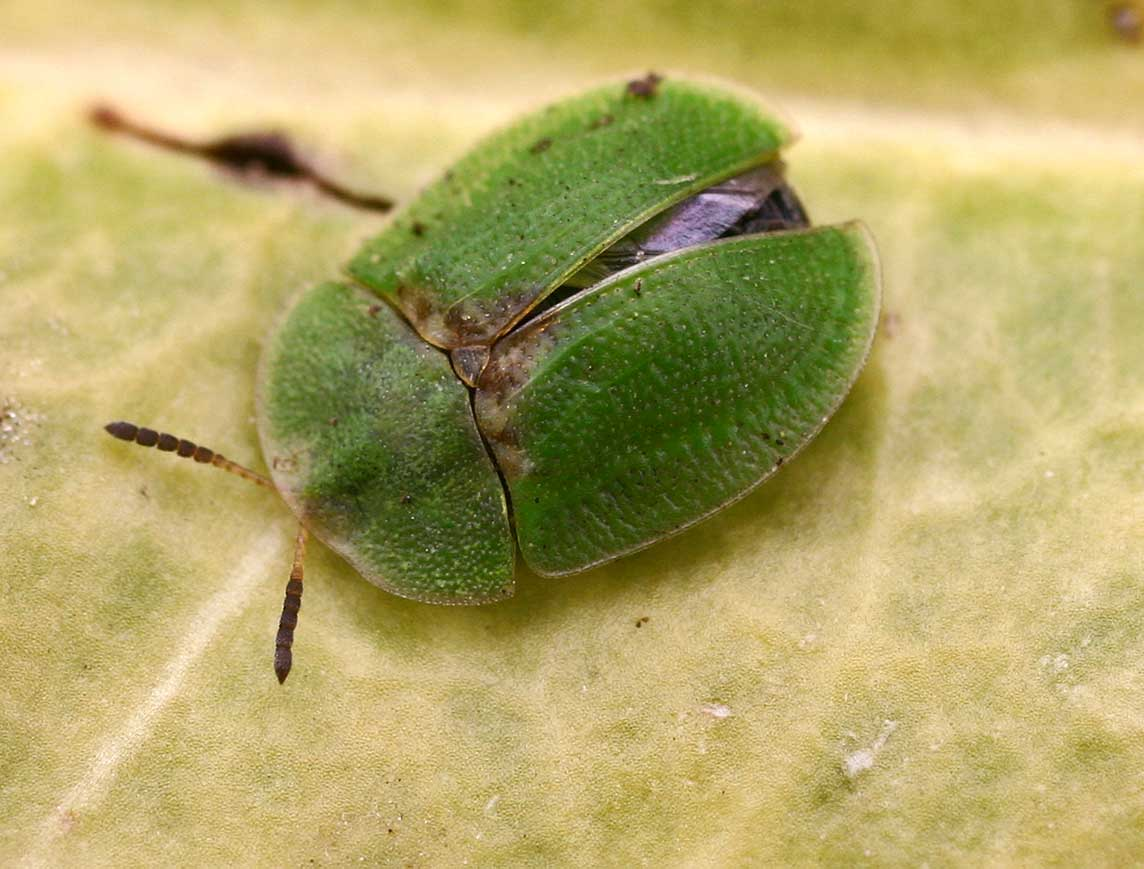
Schildpadtor (Cassida sp.)
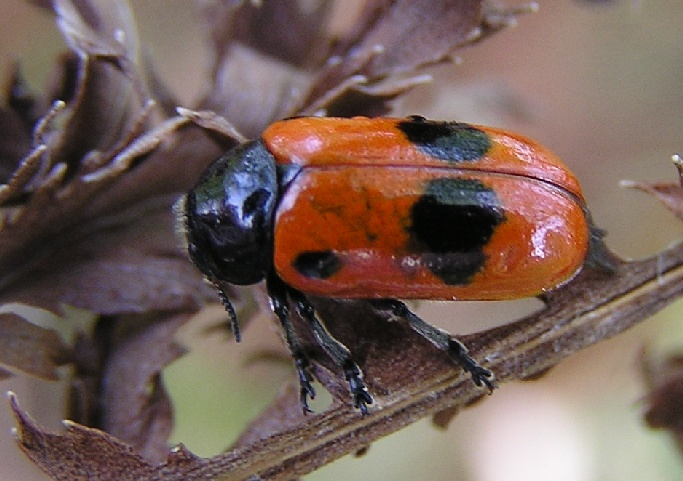
Zuidelijke mierenzakkever (Clytra laeviuscula)
Psylliodes chalcomera